# Lomariopsis maxonii
Lomariopsis maxonii är en ormbunkeart som först beskrevs av Lucien Marcus Underwood, och fick sitt nu gällande namn av Holtt. Lomariopsis maxonii ingår i släktet Lomariopsis och familjen Lomariopsidaceae. Inga underarter finns listade.